# XWiki

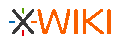
XWiki 图标

XWiki是一个使用Java编写的开源的Wiki引擎，XWiki自称其为“第二代wiki”。它支持一些受欢迎的特性如：
1. 内容管理（浏览／编辑／预览／保存）
2. 支持附件
3. 版本控制
4. 全文本搜索
5. 权限管理
6. 使用Hibernate进行数据存储，
7. RSS输出与显示外部的RSS feeds，
8. 多语言支持，
9. 提供XML/RPC的API,
10. WYSIWYG HTML编辑器，
11. Groovy脚本支持等等